# Ноякерт
Ноякерт (вірм. Նոյակերտ) — село в марзі Арарат, у центрі Вірменії. Село розташоване за 4 км на південний захід від міста Арарат, за 3 км на південь від села Авшар, за 3 км на захід від села Арарат та за 4 км на схід від села Єхегнаван.